# Bataille de Lens (1648)
 (décembre 2015).
Ne doit pas être confondu avec Siège de Lens (1647).
Guerre de Trente Ans
Batailles
La bataille de Lens est la dernière des batailles de la guerre de Trente Ans, une victoire française sur les troupes espagnoles du comté de Flandre, après la prise de Lens par l'archiduc Léopold-Guillaume de Habsbourg le 17 août 1648. La rencontre a lieu dans une plaine à l'ouest de Lens, entre Grenay et Liévin, le 20 août 1648.

## Contexte historique
La bataille de Lens intervint à la fin de la guerre de Trente Ans, après la reprise de la ville de Lens (tombée aux mains des Français en 1647) par l'archiduc Léopold-Guillaume de Habsbourg le 17 août 1648. La victoire remportée par les armées du Grand Condé renforce la position de la France et des princes protestants allemands. Elle marque la fin du conflit. Cependant, le conflit entre la France et l'Espagne perdura jusqu'à la signature de la paix des Pyrénées, en 1659.

## Effectifs
Le prince de Condé est à la tête d'une armée composée comme suit :
- infanterie : 9 000  à   10 000 hommes (formant 12 bataillons) ;
- cavalerie : environ 6 000 hommes (formant 45 escadrons) ;
- artillerie : une vingtaine de pièces ;
- total : environ 16 000 hommes.

L'archiduc Léopold dispose quant à lui :
- infanterie : environ 12 000 hommes dont approximativement 3 000 Tercios (formant 16 bataillons) ;
- cavalerie : environ 8 000 hommes (formant 58 escadrons) ;
- artillerie : une quarantaine de pièces ;
- total : environ 20 000 hommes.

## Déroulement
Après le siège d'Ypres, les troupes françaises du grand Condé rencontrent les Espagnols dans la plaine de Lens. Condé, qui avait cru n'avoir affaire qu'à une partie de l'armée ennemie, reconnaît bientôt son erreur et ordonne la retraite. Les Gardes françaises, placés en première ligne dans l'ordre de combat, forment alors l'arrière-garde et sont fort maltraités par la cavalerie lorraine.
Le lendemain 19 août, le prince est contraint d'accepter la bataille.
Au moment de l’engager, Condé exhorte ses troupes : « Amis, vous souvenez-vous de Rocroi, de Fribourg, de Nordlingen ? Il nous faut vaincre ou mourir. Vous marcherez sur une seule ligne. Vous conserverez quoi qu’il en coûte votre ordre de bataille. Vous essuierez sans tirer le premier feu de l’ennemi. Ensuite seulement vous pourrez tirer. »
Condé ruse pour combler son infériorité numérique : pour cela, il feint une retraite. Le jeune archiduc ordonne à sa cavalerie de charger, mais celle-ci est repoussée avec pertes par une contre-offensive française. La cavalerie, à la suite de cet échec, panique et fuit, laissant là l'infanterie espagnole. L'infanterie espagnole brise le régiment des Gardes françaises, mais est contournée par la cavalerie. Les troupes restantes, abandonnées comme lors de la bataille de Rocroi, n'ont plus qu'à battre en retraite elles aussi. 
La bataille est finie. Jean de Beck, humilié par la défaite, préfère mourir d’une blessure assez légère que de se faire soigner[réf. nécessaire]. Gramont raconte qu’après avoir cerné des Espagnols et les avoir taillés en pièces, il tombe sur Condé. Ils veulent s’embrasser. Mais leurs chevaux encore échauffés de la bataille essaient de s’entre-dévorer. L’infanterie espagnole se rend sans combattre. Les Espagnols perdent à Lens 8 000 hommes dont 5 000 prisonniers. C’est le plus grand revers de l’Espagne depuis longtemps.

## Iconographie
Dans la galerie des Batailles du château de Versailles, un tableau de Jean-Pierre Franque, peint en 1835, représente la Bataille de Lens, 20 août 1648.

## Dans la littérature
Alexandre Dumas met en scène la bataille de Lens dans le roman « Vingt ans après ». Le jeune vicomte de Bragelonne, alias Raoul, fils d'Athos, participe au combat en compagnie du jeune comte de Guiche. Un chapitre entier est consacré au Te Deum chanté à Notre-Dame pour rendre grâce de cette grande victoire… accompagné de quelques péripéties inventées par Dumas.